# اصغرآباد (خمینی‌شهر)
اصغرآباد شهری از توابع بخش مرکزی شهرستان خمینی‌شهر در استان اصفهان ایران است.
شهر اصغرآباد توسط صارم الدوله بنیان نهاده شد و به خاطر پسرش اصغر میرزا که تازه متولد شده بوده نام اصغرآباد را بر آن نهاد. اصغرآباد در ۲۰ کیلومتری غرب شهر اصفهان واقع شده و با جمعیتی در حدود ۸۰۰۰ نفر و مساحتی حدود ۱۰۰۰ هکتار با شهرهای خمینی شهر، گلدشت، کوشک و کهریزسنگ همسایه است. 
این شهر دارای دو مسجد، شش مدرسه، یک مرکز بهداشت، دو حمام عمومی زنانه و مردانه، زمین فوتبال، پارک جنگلی و مهدکودک می‌باشد. 
پیش از ارتقا به شهر، روستای اصغرآباد در دهستان ماربین علیا قرار داشت و براساس سرشماری مرکز آمار ایران در سال ۱۳۸۵، جمعیت آن ۵٬۶۸۲ نفر (۱٬۵۴۶خانوار) بود
اصغرآباد توسط صارم الدوله در حدود سال 1300 خورشیدی بنیان گذاری شده و نام این شهر از اصغرمیرزا فرزند ثارم الدوله و از نوادگان ظل السلطان حاکم وقت اصفهان گرفته شده است.
اصغرآباد شهری است زیبا با طراحی شطرنجی شکل معابر و گذرها ، در فاصله 10 کیلومتری غرب شهر اصفهان و از توابع شهرستان خمینی شهر ، در بخش مرکزی دهستان ماربین علیا و در غرب شهرستان واقع شده که از سمت شمال به ارتفاعات غربی خمینی شهر ، از شرق به شهر کوشک ، از سمت جنوب به شهر کهریزسنگ و از سمت غرب به شهر گلدشت محدود شده است و مرز دو شهرستان خمینی شهر و نجف آباد از غرب این شهر می گذرد. 
از ابتدای جمعیت این شهر بر اساس سرشماری نفوس و مسکن سال 1395 بالغ بر 6876 نفر و 2066 خانوار و وسعت آن نیز (867) هشتصد و شصت و هفت هکتار است که شامل 716 هکتار آن در حریم شهر به صورت باغات و 151 هکتار آن در محدوده خدماتی شهر قرار دارد .
دارای باغات میوه شامل گلابی ، زردآلو ، گیلاس  و ... با آب و هوایی معتدل و دل انگیز و دارای پارکی کوهستانی با قابلیت تبدیل شدن به قطب گردشگری شهرستان و استان اصفهان همراه با چشم اندازی طبیعی و روح انگیز ، واقع در طول جغرافیایی 27/51درجه و عرض جغرافیایی 39/23درجه، ارتفاع 1607متری از سطح دریا ،  تولیدکننده بیش از 80% شیر شهرستان و صاحب کارگاههای چوب و زهوار و منبت. این شهر در بین مردمان خود جایگاه ویژه ای دارد و اکثریت مردم همدیگر را می شناسند. با در نظر گرفتن مساحت و جمعیت این شهر توانسته رشد اقتصادی، ورزشی و فرهنگی خوبی داشته باشد. همچنین مردم شهر های خمینی شهر و اصفهان در مناسبت هایی مثل سیزده به در، در اصغرآباد گشت و گذاری میکنند و باغ هایی در این شهر دارند.